# Autoportrait nu

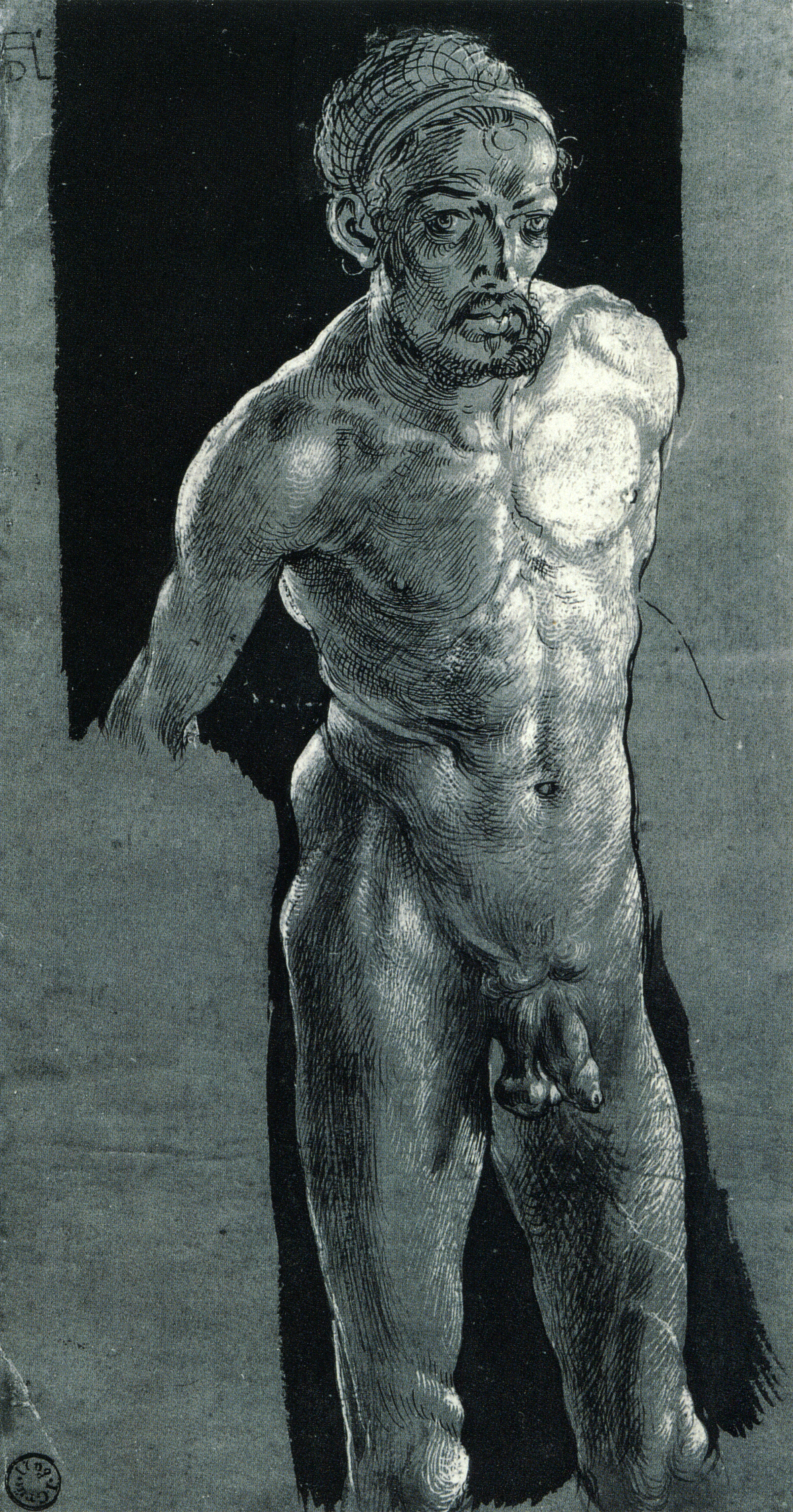
Autoportrait nu d'Albrecht Dürer.

Un autoportrait nu désigne une œuvre artistique ou personnelle, peinture, dessin ou encore photographie représentant l'auteur sans vêtements. 

## Histoire
Albrecht Dürer s'est représenté ainsi lui-même dans son Autoportrait nu, un dessin exécuté entre 1500 et 1512, parfois considéré comme le premier autoportrait nu. Au XVIIe siècle, le peintre flamand Louis Finson se représente en David, torse nu, dans un tableau dérivé d'un autoportrait du Caravage.
Au début du XXe siècle, un peintre comme Egon Schiele a réalisé plusieurs autoportraits nus. À la même époque, Richard Gerstl s'est également représenté sans vêtements. Frida Kahlo en fait de même en 1932 dans L'Hôpital Henry Ford, qui la figure après une fausse couche. En 1934, Amrita Sher-Gil se figure les seins nus dans son Autoportrait en Tahitienne.
A la fin du siècle, Alice Neel se figure nue dans son Autoportrait qu'elle termine en 1980. Lucian Freud est reconnu comme un grand maître du nu et ses autoportraits, en particulier ceux peints en 1985 et 1993 (collections particulières) font sensation. 
Plus récemment, l’usage d’un appareil photo ou d'un téléphone mobile pour réaliser des selfies s'est traduit également par de nombreux selfies nus, notamment dans le monde people,,.

## Galerie

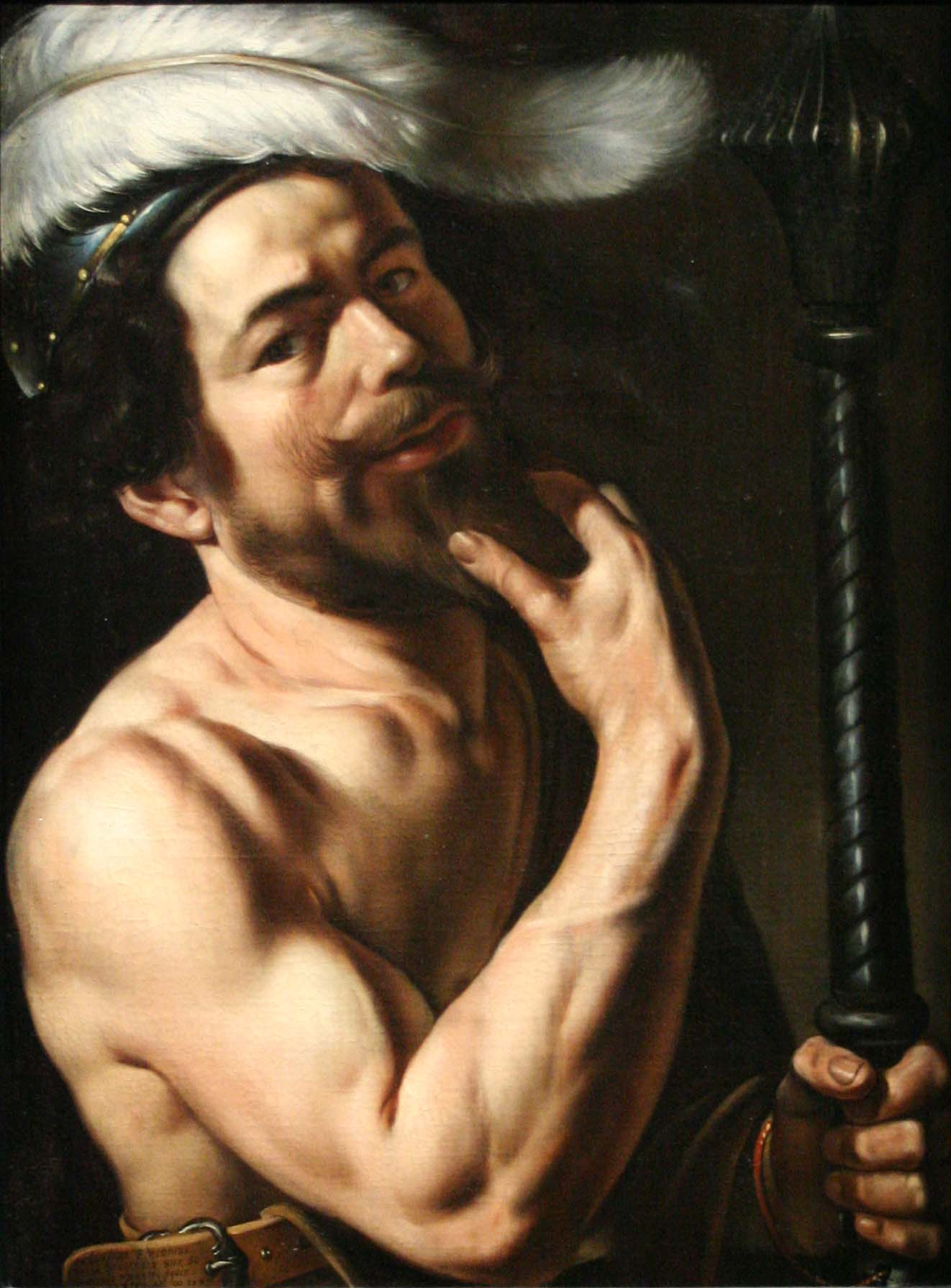
Louis Finson, 1613
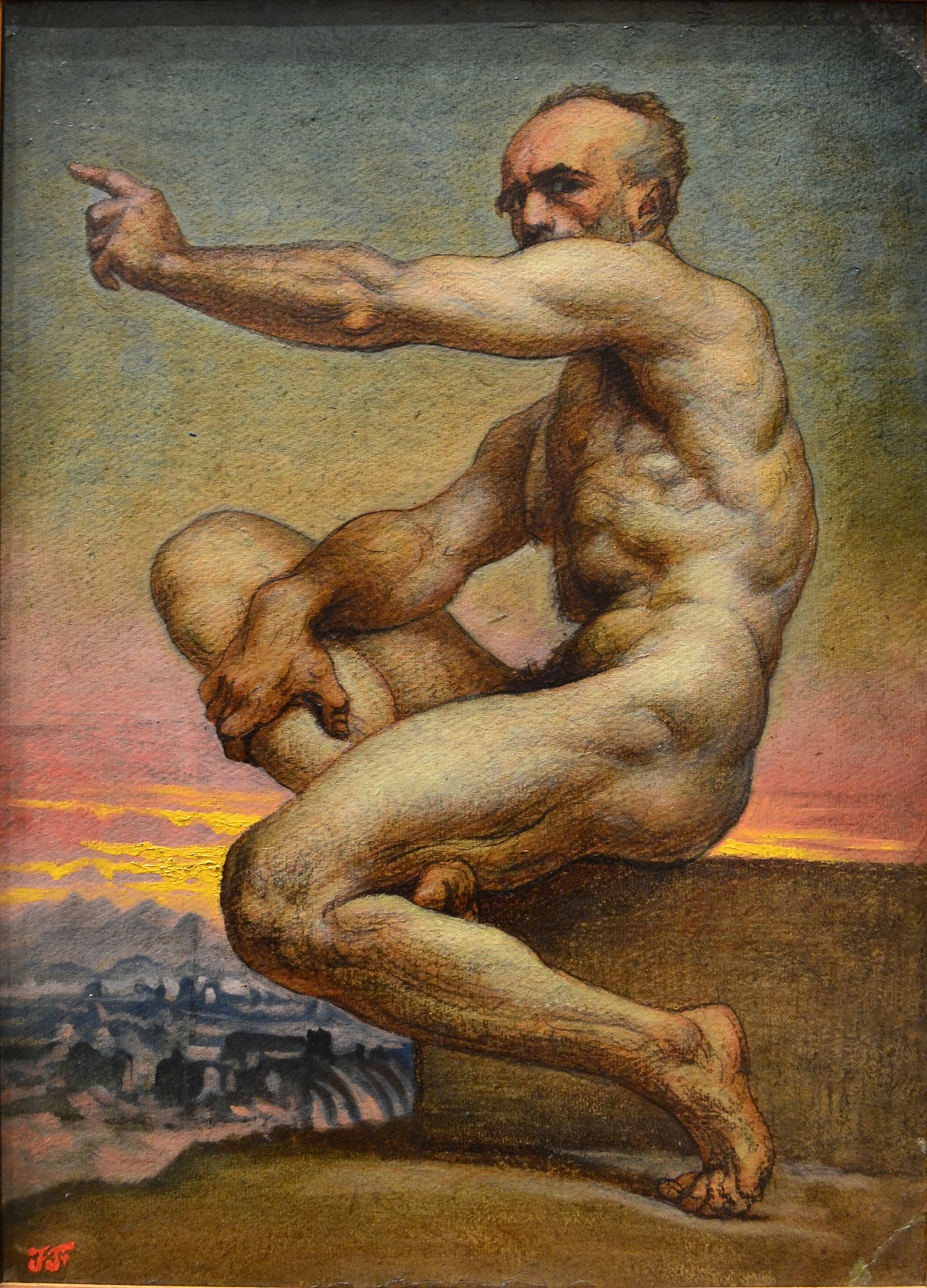
Jean-Bapiste Frénet, 1820
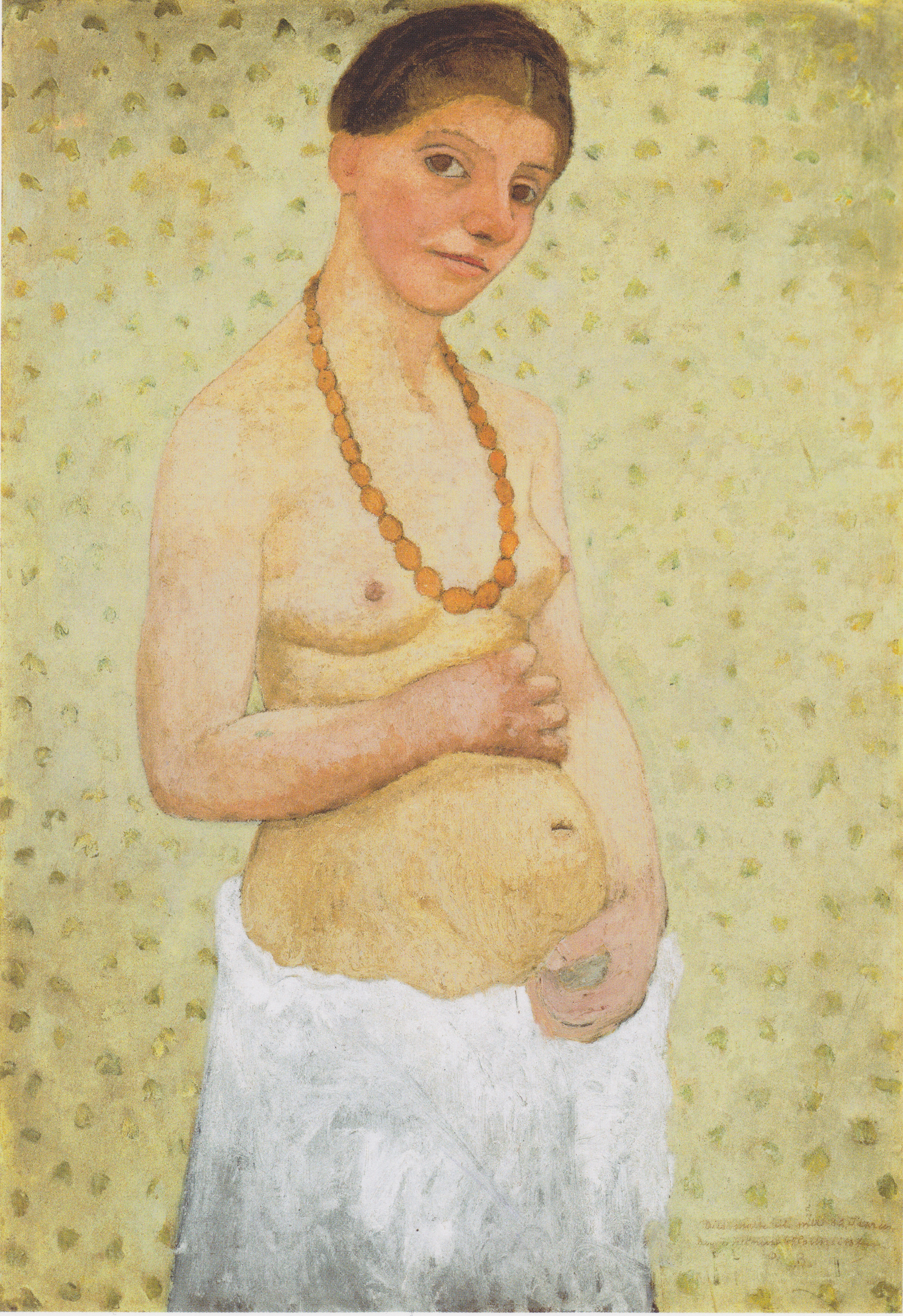
Paula Modersohn-Becker 1906
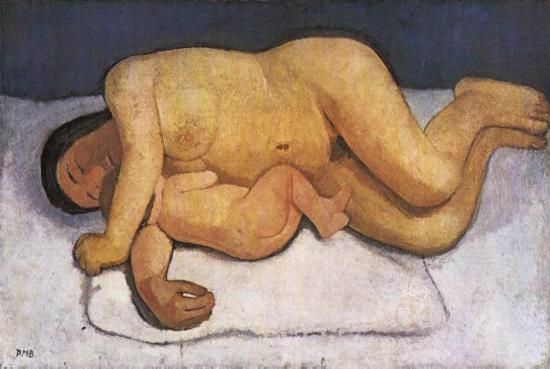
Paula Modersohn-Becker 1907
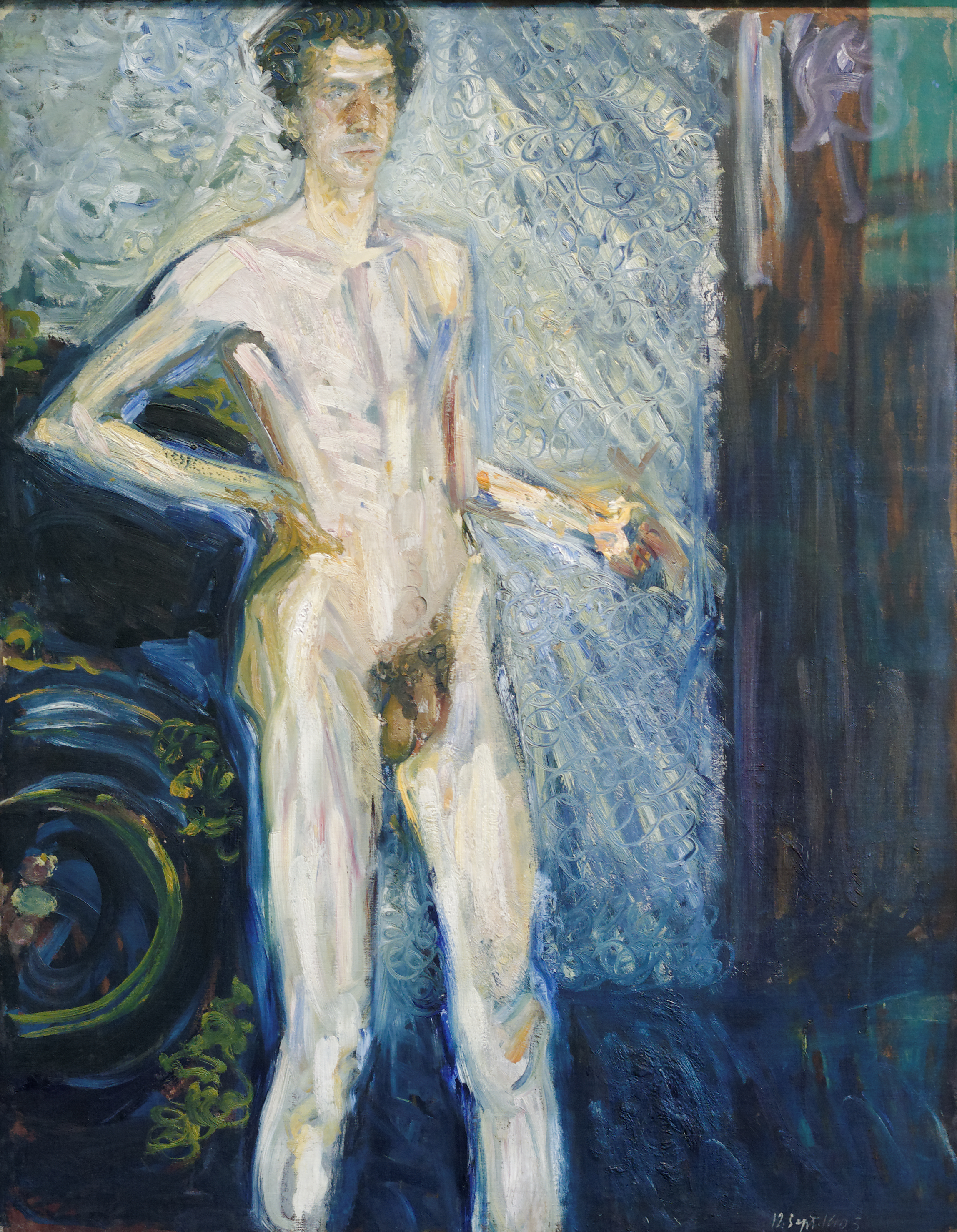
Richard Gerstl, 1908
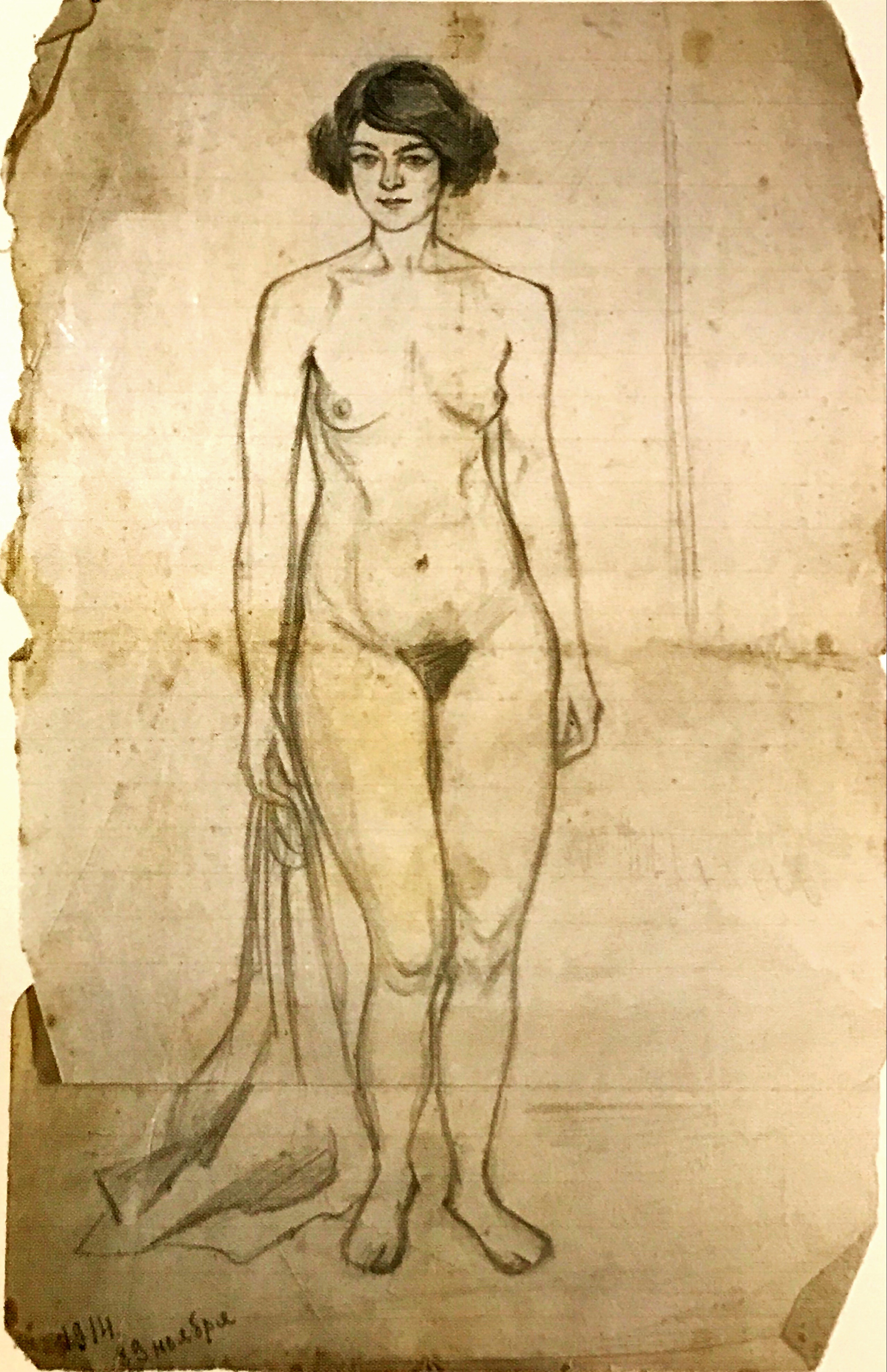
Olga Rozanova, 1914
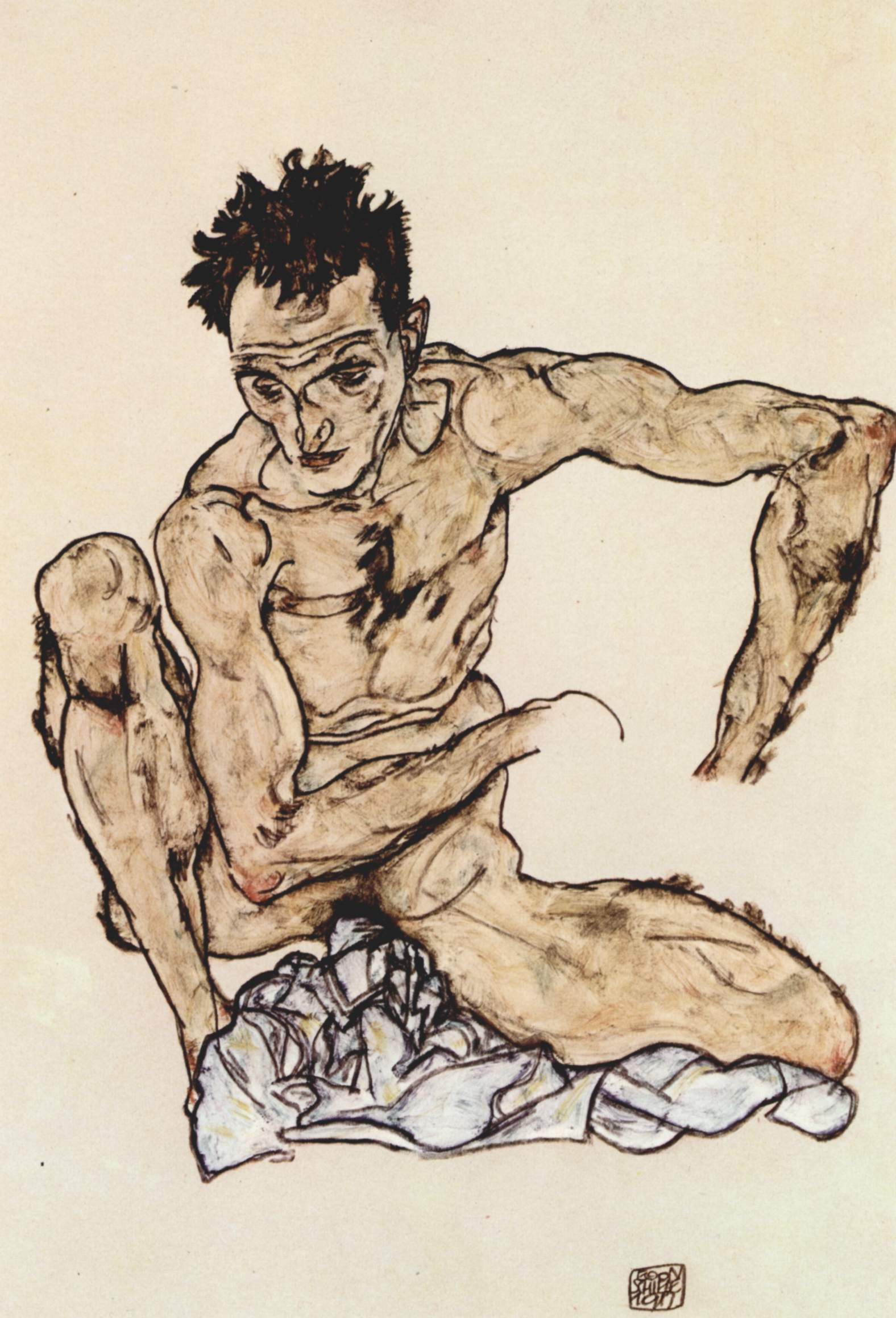
Egon Schiele, 1917
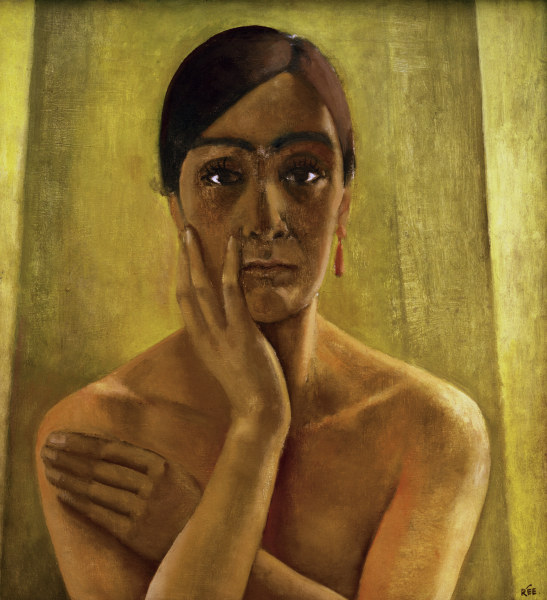
Anita Rée, 1929
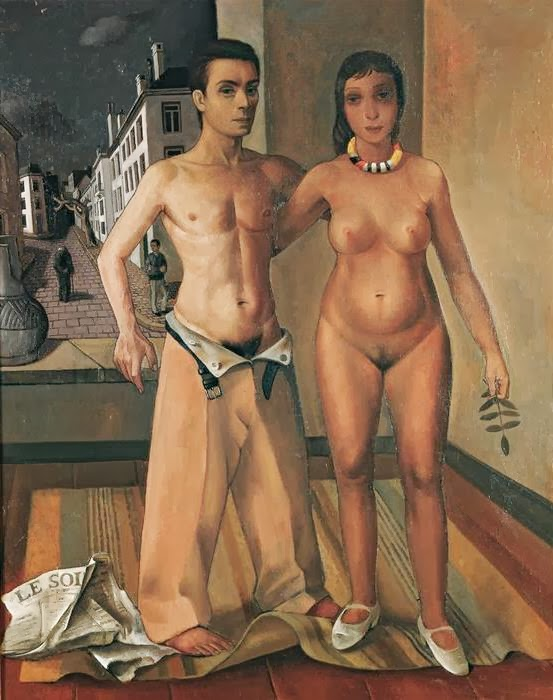
Felix Nussbaum et sa femme, Felka Platek, 1942
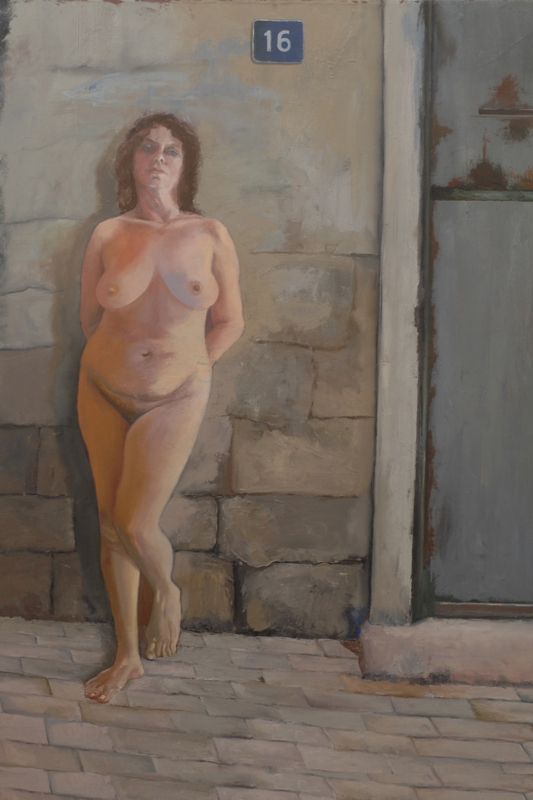
Ora Ruven 2009